# Adobe Bridge
Adobe Bridge là một phần mềm quản lý tài sản kỹ thuật số được phát triển bởi Adobe Systems và được phát hành lần đầu tiên cùng với dòng sản phẩm Adobe Creative Suite phiên bản 2. Đây là một thành phần bắt buộc của dòng Adobe Creative Suite, Adobe eLearning Suite, Adobe Technical Communication Suite và Adobe Photoshop từ CS2 tới CS6. Tuy bắt đầu cùng với dòng Creative Cloud, phần mềm giờ đây đã trở thành thành phần phụ được tải xuống thông qua gói đăng ký này.

## Chi tiết
Adobe Bridge cho phép tổ chức các tệp bằng việc đổi tên một nhóm tệp cùng lúc, gắn các thẻ màu hoặc xếp hạng bằng sao các tệp, chỉnh sửa siêu dữ liệu XMP hoặc IPTC được đính kèm và phân loại, tổ chức các tệp dựa trên siêu dữ liệu của tệp. Phần mềm có thể làm việc được với nhiều phiên bản khác nhau của một tệp thuộc dự án Adobe Version Cue. Tuy vậy, phần mềm thiếu các chức năng chỉnh sửa ảnh của Adobe Photoshop Lightroom. Các tệp ảnh được hiển thị dưới dạng các hình thu nhỏ nhiều kích cỡ, dạng trình chiếu hoặc danh sách. Mỗi thư mục cho phép đánh dấu đều chứa một tệp bộ nhớ nhằm tăng tốc thời gian tải ảnh khi xem hình thu nhỏ. Tệp bộ nhớ có thể ở một vị trí trung tâm hoặc ở riêng rẽ trong các thư mục.
Adobe Bridge có thể được truy cập từ mọi thành phần của Creative Suite trừ Adobe Acrobat.
Khi được ghép đôi với Adobe Photoshop, Adobe Bridge có thể thực hiện các quy trình tự động hóa tương thích cho các phần bổ trợ, đoạn mã và các hiệu ứng Adobe Camera Raw trên nhiều ảnh. A Một phần bổ trợ có tên là Mini Bridge sẽ thêm các trình duyệt file vào Photoshop, mặc dù phần bổ trợ này chỉ có thể được sử dụng khi Adobe Bridge đang chạy ở nền.
Adobe Bridge có thể tùy biến khi sử dụng JavaScript. Chỉ dẫn mã hóa Bridge hiện có ở cả trên mạng lẫn dạng sách.
Phần mềm ban đầu cho phép truy cập vào các bức ảnh trên Adobe Stock Photos, một bộ sưu tập trên mạng các bức ảnh bản quyền được lấy từ các cơ quan ảnh bản quyền nổi tiếng.  Tính năng này không còn được cung cấp từ ngày 1 tháng Tư, năm 2008.